# Аполо 19
Аполо 19 (на английски: Apollo 19) е планирана, но отменена мисия за кацане на Луната. Причина за отмяната: решението на НАСА за създаване на дълговременна орбитална станция „Скайлаб“ със средствата и финансирането на трите последни лунни мисии.

## Програма на мисията
Аполо 19 е трябвало да се прилуни в района на кратера Коперник през декември 1973 г. Мисията е отменена от Конгреса на САЩ на 11 март 1970 г.

## Екипаж
| Пост                     | Астронавт                       |
| Командир                 | Фред Хейз един космически полет |
| Пилот на командния модул | Уилям Поуг                      |
| Пилот на лунния модул    | Джералд Кар                     |

След анулирането на мисията, Кар и Поуг започват подготовка за полет по програмата Скайлаб, а Хейз – по новата програма Спейс шатъл.